# 대흥군 (충청남도)
대흥군(大興郡)은 지금의 충청남도 예산군 동부 지역에 있었던 행정 구역이다. 1914년 예산군에 통폐합되었다.

## 역사
(링크)
본래 백제의 임존성(任存城, 또는 今州)이었는데, 757년(경덕왕 16)임성군(任城郡)으로 고치고 청정(靑正)ㆍ고산(孤山) 등을 영현(領縣)으로 두었다. 고려 초기에 대흥군으로 고치고, 1018년(현종 9)운주(運州)에 이속시켰으며, 1172년(명종 2) 감무(監務)를 두었다.
1407년(태종 7) 군으로 승격되었다가 1413년 다시 현감(縣監)을 두어 대흥현이 되었다. 1895년(고종 32)홍주부 대흥군, 1896년충청남도 대흥군이 되었다가 1914년 행정구역 개편 때 예산군에 병합되어 대흥면이 되었다.

## 1914년 이후
| 조선총독부령 제111호 |                |                                                                                          |
| 구 행정구역 | 신 행정구역    | 신 행정구역                                                                              |
| 대흥군 읍내면(邑內面) 소천리/상우정리/중우정리/소현리/도접리, 동북리/서북리, 상리/중리 | 대흥면         | 교촌리, 동서리, 상중리                                                                   |
| 대흥군 근동면(近東面) 상갈신리/하갈신리, 금곡리/기곡리 일부, 상송림리/하송림리, 내대야리/외대야리, 노동리/기곡리 일부, 죽림리/(군내면)탄부동, 송지리/도덕동, 신속리/산직리, 지곡리, 고류동/상탄방리/중탄방리, 하탄방리                                                                                            | 대흥면         | 갈신리, 금곡리, 대률리, 대야리, 노동리, 손지리, 송지리, 신속리, 지곡리, 탄방리, 하탄방리 |
| 대흥군 원동면(遠東面) 기곡리/업목리/가좌동/시목동/외촌/신기리/(예산군 술곡면)수조리 일부, 연리/(공주군 신상면)율계리/두지동/박운동, 송암리/박산리/신양리, 내곡리/성곡리/(근동면)석천리, 신대리/하원리/(공주군 신상면)시왕리, 신리/격양리/신흥리/성주리/군약리, 상불운리/하불운리, 황계리/풍암리                   | 신양면         | 귀곡리, 연리, 녹문리, 무봉리, 불원리, 서계양리, 시왕리, 황계리                           |
| 대흥군 거변면(居邊面) 자은동/덕동/(청양군 북하면)하두리 일부, 신덕리/동죽리/토동/화현리/강변리, 용복리/주올리/동촌, 공장동/견산리/평촌/신리/(공주군 신상면)백석리/신천리, 우정리/도덕동/천구동/고티동, 개월리/성민동/죽리/송천리/용왕리, 송정리/불목동, 상천동/(공주군 신상면)하천리                              | 신양면         | 가지리, 대덕리, 만사리, 신양리, 여래미리, 죽천리, 차동리, 하천리                         |
| 대흥군 일남면(一南面) 현암리/갈산리, 대광시리/웅산리/탑동, 강진리/상구례동/하구례동/상촌/황곡리, 상동산리/중동산리, 서달리/공암리/구화리, 가막사리/상마사리/내상산리/점촌리, 신대리/가막동, 산직리/동달리, 오류동/하심곡리/주올리/삼리, 상신곡리/화암리                                                           | 광시면         | 관음리, 광시리, 구례리, 동산리, 노전리, 마사리, 신대리, 운산리, 은사리, 하장대리         |
| 대흥군 이남면(二南面) 점리/상동막리/하동막리/(청양군 서상면)장재동 일부, 중리/상양지리/구곡리/양지동/상시목리/상삽리, 상용두리/하용두리/평촌, 상신대리/하신대리, 하산직리/마전리/우목리/고개동, 묵계리/산시랑리/하시목리/하양지리, 상산직리/대계리/소대리, 월래동/송우리, 상동해리/하동해리/자개동, 사출리/시목리 | 광시면         | 가덕리, 대리, 용두리, 미곡리, 서초정리, 시목리, 신흥리, 월송리, 장신리, 장전리           |
| 대흥군 내북면(內北面) 건지화리, 등촌리, 입침리/이목동, 신리/신대리, 세곡리/둔대리, 북사동/내사동 | 봉산면(峰山面) | 건지화리, 등촌리, 입침리, 신리, 평촌리, 후사리                                           |
| 대흥군 외북면(外北面) 내계정리/외계정리/삼거리, 노화리/몽석리, 송내리/석우리, 운곡리/사당곡리, 내주령리/외주령리, 평촌/산직리, 지석리/상동 | 봉산면(峰山面) | 계정리, 노화리, 송석리, 운곡리, 주령리, 증곡리, 지석리                                   |